# Субесив
Субесив је граматички падеж који указује на локацију под нечим, односно испод нечега. Појављује се у североисточнокавкашким језицима као што су цезијски и бешта језик.